# 吕冈 (阿韦龙省)
吕冈（法語：Lugan，法語發音：[lyɡɑ̃]）是法国阿韦龙省的一个市镇，属于鲁埃格自由城区。

## 地理
吕冈（44°28'58"N, 2°15'32"E）面积12.61 平方千米，位于法国奧克西塔尼大區阿韦龙省，该省份为法国南部内陆省份，位于法國中央高原南部，北起顺时针与康塔爾省、洛泽尔省、加尔省、埃罗省、塔恩省、塔恩-加龙省和洛特省接壤。
与吕冈接壤的市镇（或旧市镇、城区）包括：欧班、欧济茨、布尔纳泽勒、蒙巴藏、鲁瑟纳克、瓦尔泽格。

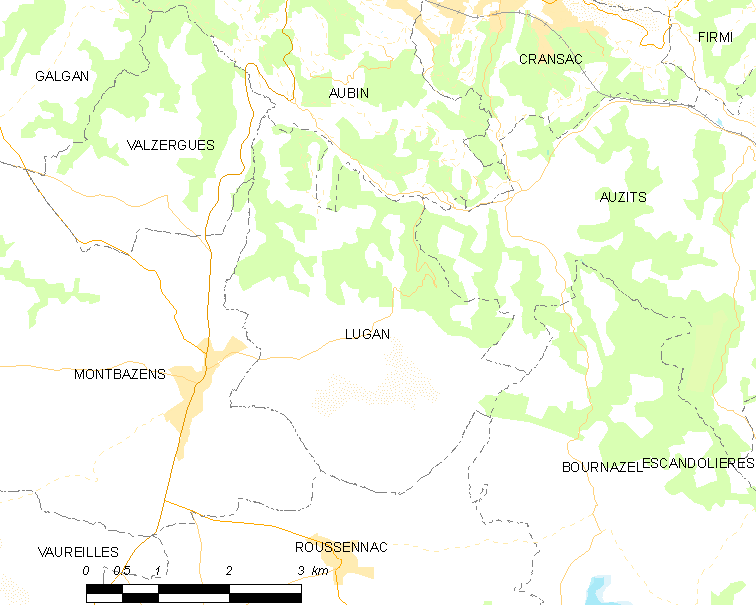
的OSM定位图

吕冈的时区为UTC+01:00、UTC+02:00（夏令时）。

## 行政
吕冈的邮政编码为12220，INSEE市镇编码为12134。

## 政治
吕冈所属的省级选区为洛特-蒙巴济努瓦县。

## 人口

1962-2008年间人口变化图示

吕冈于2022年1月1日时的人口数量为359人。